# Jaap Breunese

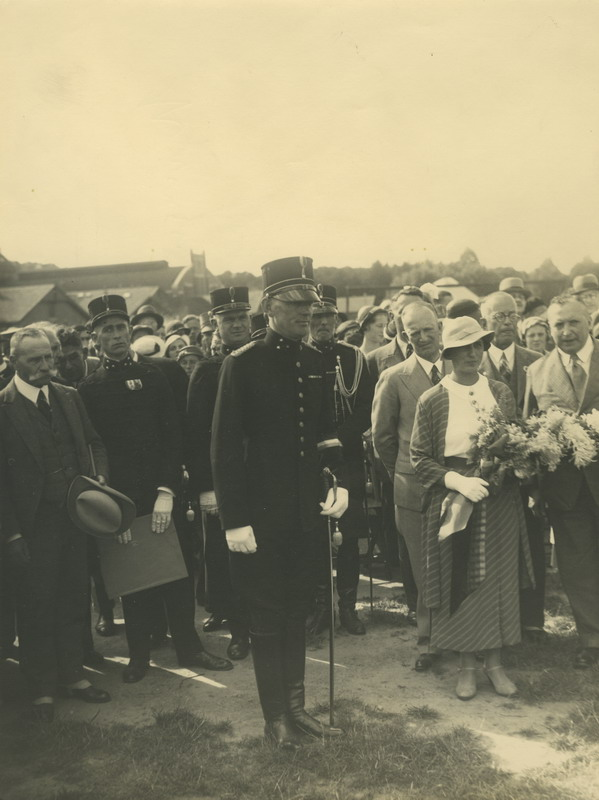
Breunese tijdens de vlaggenparade tijdens de Vierdaagse in Nijmegen (1935).

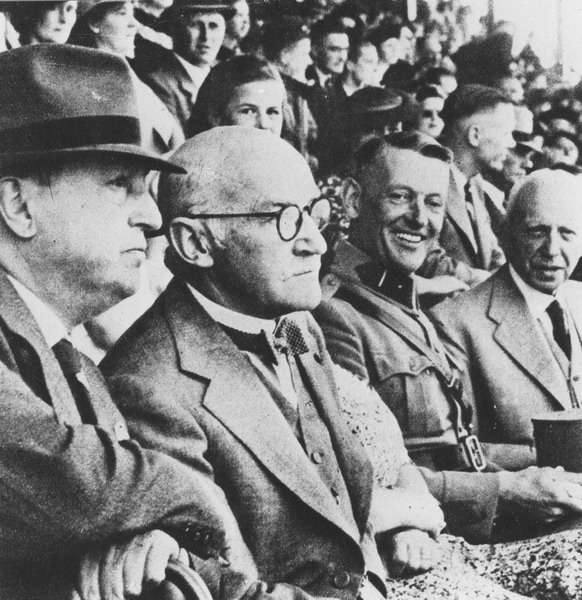
Breunese met links van hem Karel Lotsy en de burgemeester van Nijmegen Joseph Steinweg (1940).

Jacob Nicolaas (Jaap) Breunese (Heino, 25 mei 1889 - Den Haag, 30 juli 1963) was een Nederlandse militair. Hij geniet vooral bekendheid vanwege zijn betrokkenheid bij de Nederlandse Arbeidsdienst en de Nijmeegse Vierdaagse.

## Levensloop
Breunese werd geboren in een gezin van acht kinderen. Zijn vader, predikant van beroep, overleed in 1907. Breunese wilde vanaf jonge leeftijd officier worden. Hij studeerde aan de Instructieschool in Kampen. Later volgde hij de Hogere Krijgsschool. In 1915 werd hij benoemd tot tweede luitenant. Hij maakte in decennia daarna gestaag zijn opmars door de rangen. In november 1939 werd Breunese bevorderd in de rang van majoor. Tijdens de Duitse inval in mei 1940 was hij gestationeerd in het westen van het land. De Nederlandse legerofficier genoot op het moment dat de oorlog uitbrak een zekere landelijke bekendheid omdat hij vanaf 1922 als marsleider Nijmeegse Vierdaagse reorganiseerde. Hij liet buitenlandse delegaties toe tot het evenement.
Breunese werd op 18 juni 1940 uitgenodigd in Den Haag voor een overleg met een aantal Duitse officieren. Hij was mogelijk in beeld gekomen bij de Duitsers via bestaande contacten die hij kende door de organisatie van de Vierdaagse. Breunese kreeg het verzoek om leiding te geven aan de Opbouwdienst. De nieuwe dienst zou werk moeten verschaffen aan Nederlandse militairen om te voorkomen dat zij werkloos zouden worden na de opheffing van het Nederlandse leger. De Opbouwdienst zou bovendien kunnen helpen bij het herstellen van de oorlogsschade uit mei 1940. Op de achtergrond speelde bij de Duitse bezetter mee dat zij de beschikking kregen over een extra arsenaal van arbeiders die zij voor eigen gewin konden inzetten.
Na de ontmoeting in Den Haag zocht Breunese contact met generaal Henri Winkelman. Deze stond niet afwijzend tegenover het initiatief, op voorwaarde dat de werkzaamheden geen direct of indirect verband hielden met de Duitse oorlogsvoering. Breunese stemde dus in met het verzoek van de Duitse bezetter om leiding te geven aan de Opbouwdienst. Hij ging ook akkoord met de richtlijn dat er binnen de Opbouwdienst, in oktober 1940 omgevormd tot de Nederlandse Arbeidsdienst (NAD), geen ruimte was voor mensen van Joodse komaf of met Indische gelaatstrekken.
Voor de oorlog moest Breunese al weinig weten van de verdeelde partijpolitiek. Hij zag een regeringsvorm met slechts een partij als het ideaal. Hij bewonderde Duitsland op dat vlak. Hij verbood daarom elke propaganda binnen de dienst die ook maar iets met politiek te maken had. Datzelfde gold voor propaganda van kerken. Later stelde hij dat beleid iets bij om de kerken niet tegen zich in het harnas te jagen. Zo werd het leden van de Opbouwdienst toegestaan om kerkdiensten te bezoeken, maar wel buiten de werkkampen. 
Breunese stond nauw in contact met Walter Ludwig Bethmann, die de Reichsarbeitsdienst, de Duitse variant van de Arbeidsdienst, bij de NAD vertegenwoordigde. Deze drong er op aan dat Breunese vijfhonderd werkloze NSB'ers toeliet tot het kader van de Arbeidsdienst. Breunese had echter ook een afkeer van de NSB en weigerde. Hij dreigde op de stappen wanneer de Duitsers zouden doorzetten. Arthur Seyss-Inquart besloot voorlopig pas op de plaatst te maken aangezien een snel ontslag van Breunese niet goed zou zijn voor het vertrouwen in de Arbeidsdienst onder de Nederlandse bevolking. Breunese botste ook op andere vlakken met Bethman. Zo weigerde hij de Germaanse Groet - zonder het Heil Hitler - in te voeren, omdat deze te veel leek op de groet van de NSB, waarbij zij de rechterhand in de lucht staken en Hou Zee riepen. Ook het ontslag van een aantal NSB'ers viel niet goed. 
Dat Breunese zijn opdrachtgevers tegenwerkte betekende niet dat hij per se anti-Duits was. De inval in de Sovjet-Unie juichte hij toe. Breunese was namelijk fel tegen het communisme gekant. Hij gaf toestemming om propagandamateriaal te verspreiden in de NAD-kampen voor de werving van vrijwilligers voor de Nederlandse tak van de Waffen-SS die het communisme in Rusland zouden gaan bevechten. De Nederlandse radio-uitzendingen uit Londen omschreef hij als het "verspreiden van gif". Toch kon deze houding niet verhinderen dat Breunese op 15 augustus 1941 vertrok bij de Arbeidsdienst. Het is onduidelijk of hij ontslag nam of werd ontslagen. Breunese werd opgevolgd door Lodewijk Alexander Cornelis de Bock.
De Duitse bezetter arresteerde in mei 1942 een groep Nederlandse officieren. Zij werd als krijgsgevangenen overgebracht naar Stanislau in Polen. Breunese werd vanwege zijn verleden bij de Arbeidsdienst met rust gelaten. Hij besloot zich uit solidariteit ook aan te melden. Breunese zat vervolgens de rest van de oorlog vast in Langwasser, Stanislau, Neubrandenburg en Tittmoning. Hij keerde in juni 1945 terug naar Nederland.
Na zijn terugkeer uit krijgsgevangenschap in het inmiddels bevrijde Nederland moet Breunese zich verantwoorden voor zijn samenwerking met de Duitsers. Dit werd een lange slepende procedure. Voor Breunese pleitte dat hij de Duitsers ook had tegengewerkt en niet overal in was meegegaan. De minister van Oorlog besloot uiteindelijk in maart 1947 om Breunese ongevraagd eervol ontslag uit militaire dienst te verlenen. Volgens Willem van Breen, auteur van het boek De Nederlandse Arbeidsdienst 1940-1945, kwam Breunese er daarmee goed van af. Hij omschreef het oordeel van de minister als mild. "Mild omdat met toestemming van Breunese vele keren is geprobeerd om mij en mijn duizenden lotgenoten over te halen tot deelname aan de strijd in het oosten aan de Duitse zijde. Zij die, uiteindelijk kapot gebeukt door de ze geraffineerde propaganda, zich opgaven voor die strijd hebben in de meeste gevallen een zwaardere straf gekregen".

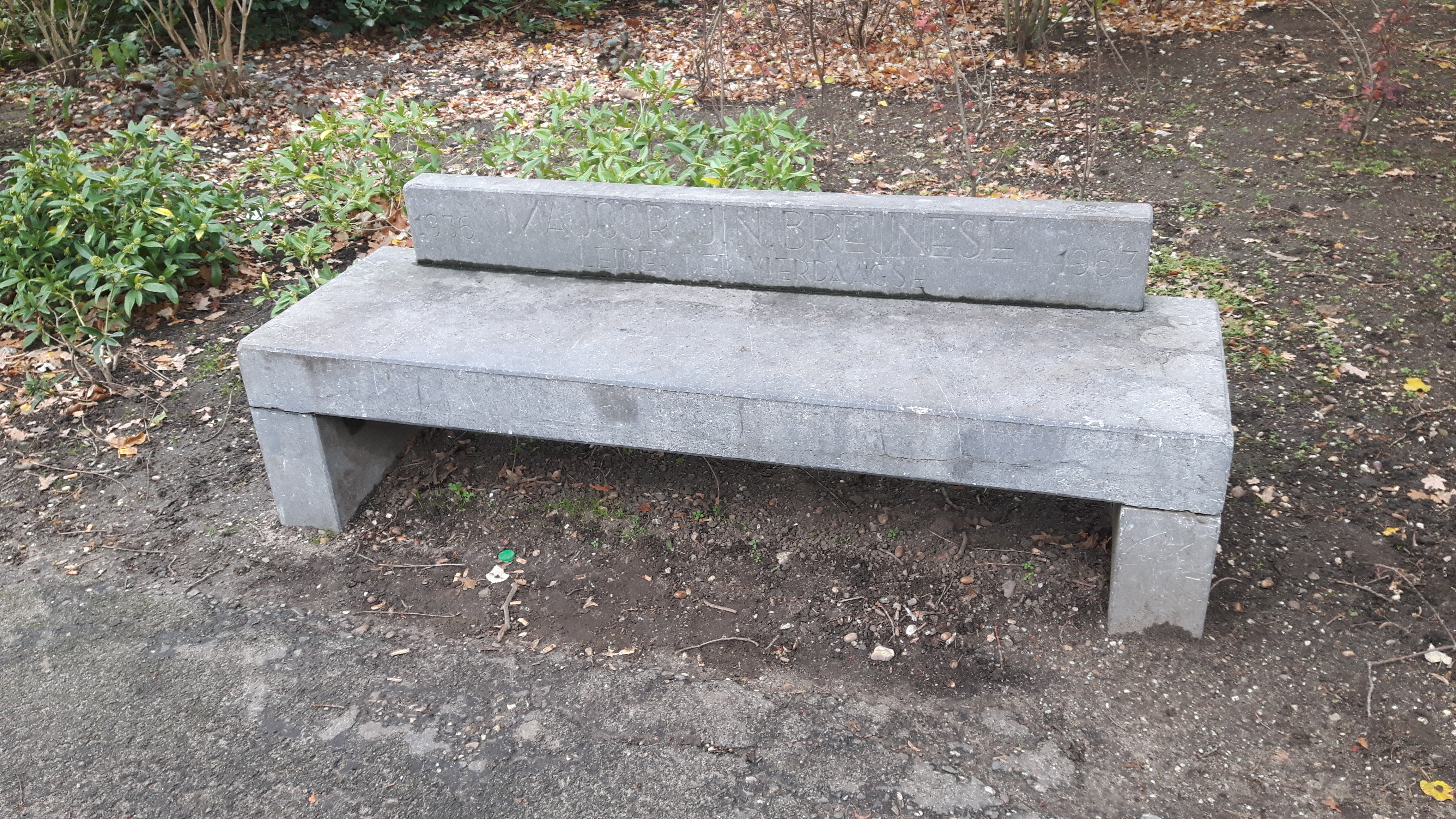
De Majoor Breunese Bank van Charles Hammes in het Julianapark in Nijmegen.

Na zijn vertrek uit militaire dienst pakte Breunese zijn activiteiten bij de Vierdaagse weer op. De Nijmeegse organisatie stond volledig achter hem. Breunese vervulde deze taak tot aan zijn dood in 1963. Ook was hij voorzitter van de Koninklijke Nederlandse Bond voor Lichamelijke Opvoeding. Als marsleider van de Nijmeegse Vierdaagse werd hij in 1964 opgevolgd door zijn neef kolonel B.D.F. Breunese die deze functie tot in 1967 vervulde. Eind 1965 nam de vereniging van Gouden Kruisdragers (degenen die minstens tienmaal de Vierdaagse voltooiden) het initiatief tot een monument voor majoor Breunese. Er werd geld ingezameld voor een marmeren bank, vervaardigd door Charles Hammes, die in 1966 door de KNBLO geschonken werd aan de gemeente Nijmegen. De Majoor Breunese Bank werd op 25 juli 1966 onthuld in de tuin van De Vereeniging en verhuisde later naar het Julianapark.

## Persoonlijk
Breunese was getrouwd met de Duitse Therese Küng. Het stel had geen kinderen. Breunese was benoemd tot Ridder in de Orde van Oranje Nassau.